# Reichenbach (Gengenbach)
 (mai 2025).
 (avril 2025).
La mise en forme du texte ne suit pas les recommandations de Wikipédia : il faut le « wikifier ».
Les points d'amélioration suivants sont les cas les plus fréquents. Le détail des points à revoir est peut-être précisé sur la page de discussion.
- Les titres sont pré-formatés par le logiciel. Ils ne sont ni en capitales, ni en gras.
- Le texte ne doit pas être écrit en capitales (les noms de famille non plus), ni en gras, ni en italique, ni en « petit »…
- Le gras n'est utilisé que pour surligner le titre de l'article dans l'introduction, une seule fois.
- L'italique est rarement utilisé : mots en langue étrangère, titres d'œuvres, noms de bateaux, etc.
- Les citations ne sont pas en italique mais en corps de texte normal. Elles sont entourées par des guillemets français : « et ».
- Les listes à puces sont à éviter, des paragraphes rédigés étant largement préférés. Les tableaux sont à réserver à la présentation de données structurées (résultats, etc.).
- Les appels de note de bas de page (petits chiffres en exposant, introduits par l'outil «  Source ») sont à placer entre la fin de phrase et le point final[comme ça].
- Les liens internes (vers d'autres articles de Wikipédia) sont à choisir avec parcimonie. Créez des liens vers des articles approfondissant le sujet. Les termes génériques sans rapport avec le sujet sont à éviter, ainsi que les répétitions de liens vers un même terme.
- Les liens externes sont à placer uniquement dans une section « Liens externes », à la fin de l'article. Ces liens sont à choisir avec parcimonie suivant les règles définies. Si un lien sert de source à l'article, son insertion dans le texte est à faire par les notes de bas de page.
- La présentation des références doit suivre les conventions bibliographiques. Il est recommandé d'utiliser les modèles {{Ouvrage}}, {{Chapitre}}, {{Article}}, {{Lien web}} et/ou {{Bibliographie}}. Le mode d'édition visuel peut mettre en forme automatiquement les références.
- Insérer une infobox (cadre d'informations à droite) n'est pas obligatoire pour parachever la mise en page.

Pour une aide détaillée, merci de consulter Aide:Wikification.
Si vous pensez que ces points ont été résolus, vous pouvez retirer ce bandeau et améliorer la mise en forme d'un autre article.
Reichenbach est une localité de la ville de Gengenbach, située dans le district d'Ortenau en Bade-Wurtemberg, à environ 10 kilomètres au sud d'Offenburg. Reichenbach se compose de son noyau villageois ainsi que de cinq quartiers: Mittelbach, Schwärzenbach, Sondersbach, Haigerach et Pfaffenbach. La localité compte environ 1 900 habitants.

## Géographie
Reichenbach se situe dans une large vallée latérale du cours supérieur de la Kinzig, au cœur de la Forêt-Noire moyenne, à environ trois kilomètres au nord de Gengenbach. Le territoire communal s’étend de la Kinzig jusqu’aux hauteurs boisées environnantes. Il comprend le village de Reichenbach, les fermes de Binzmatte, Haigerach, Höllhof, Hohgrund, Mittelbach, Mooshof, Pfaffenbach, Schlehenwald, Schwärzenbach et Sondersbach, les hameaux de Gaishut et Sägmühle, ainsi que les localités disparues de Grube et Schnaiberg.
La localité s'étend de 171 m d'altitude à l'embouchure du Reichenbach dans la Kinzig au sud-ouest, jusqu'à 876,9 m d'altitude sur le Siedigkopf au nord-est, qui, tout comme le Mooskopf voisin (aussi appelé Geißschleifkopf, 871,3 m d'altitude), est un sommet de la Moos, le long duquel la frontière entre la ville et le quartier de Nordrach se situe.
De la Kinzig à la Moos, la commune s'étend sur environ 8,5 km, avec une largeur maximale d'environ 5,5 km. La superficie de la commune de Reichenbach, avec ses 2 762,97 ha, est plus de quatre fois supérieure à celle du centre de Gengenbach (653,25 ha) et représente la dixième plus grande du district de Ortenau. Environ 1 800 ha de la commune sont recouverts de forêts, dont environ 800 ha de forêts privées, 800 ha de forêts d'État, 140 ha de forêts communales et 60 ha de forêts ecclésiastiques.
L'agglomération actuelle de Reichenbach, vue depuis la vallée de la Kinzig, présente l'image d'une cité routière presque infinie, qui ne se élargit qu'au niveau de la Hubstraße et qui, après la Mühlmatt, se transforme en hameaux de fermes bien préservés.
La vallée de Reichenbach est traversée par le ruisseau éponyme, le Reichenbach, long de 9 kilomètres, qui se jette dans la Kinzig au pied de la vallée. Le Reichenbach reçoit à son tour les eaux du Mühlbach, du Mittelbach, du Schwärzenbach et du Sondersbach. La vallée de Haigerach est parcourue par le Haigerach, ruisseau de 7,5 kilomètres de long qui donne son nom à la vallée. Le Pfaffenbach s’y jette avant que le Haigerach ne se déverse dans la Kinzig sur le territoire de la commune de Gengenbach.
Le rond-point de la L99 sur le territoire de Reichenbach se situe géographiquement presque exactement au centre du district d'Ortenau.
La limite du territoire de Reichenbach borde au nord la commune de Durbach et la commune d'Ödsbach, un quartier d'Oberkirch, à l'est la commune de Nordrach, au sud les territoires de Schwaibach, un quartier de Gengenbach, et de la ville de Gengenbach elle-même, au sud-ouest le long de la Kinzig la commune de Berghaupten, et au nord-ouest la commune d'Ohlsbach.
Autrefois, Reichenbach bordait également le territoire de Nordrach Fabrik, mais celui-ci a été intégré à la commune de Nordrach en 1929 et est aujourd'hui connu sous le nom de Nordrach-Kolonie.

### Noms de lieux-dits
Reichenbach
Wolfshag, Grün, Hoheld, Herg, Hub, Runzenmatt, Deichfeld, Remersbühnd, Spöcke
Schwärzenbach
Wannenmatt, Binzengraben, Felsenmatt, Rebacker, Rebdobel, Lochenacker, Scheibenköpfle, Höll (Buttenhöll), Gaicht
Mittelbach
Scheidegrund, Hasendobel, Senderbach, Moosbach, Späneplatz, Linde, Störhalte, Finkeneck, Schlewald, Helsenbühl (groseilles), Krähendobel, Holzmatt, Eichhalde, Hohgrund
Sondersbach
Rebacker, Roßmatt, Spitzwinkelbrunnen, Harzhütte, Gerstenacker, Rennhalde, Heidengraben, Lehdobel, Schwandeck, Stockacker
Haigerach et Pfaffenbach
Bruacker, Bühnd, Schwarzrain, Sorbs (mine), Sauerstein, Alt Gengenbach, Kornebene
Zones forestières
Sommerwald, Buchrain, Rothwäldele, Herrenwäldele, Niederholz, Nellenwald, Gaishaut, Schneitberg, Mooswald, Stockwald, Krähenwald, Kohlerwald, Holzwald, Schlehenwald, Immensteinwäldele

## Histoire
Reichenbach a été défriché au XIIe siècle par des moines de l'abbaye bénédictine de Gengenbach. Selon les traditions, un moine nommé Richo(w) reçut la mission de défricher la vallée située au nord de son abbaye. C'est ainsi que naquit d'abord le nom de Richenbach, qui devint plus tard Reichenbach. La première mention écrite de Reichenbach date de 1235 après J.-C., mais un domaine à Reichenbach avait déjà été mentionné dans un document en 1139. En plus de Reichenbach, le monastère défricha également Haigerach pour établir des fermes destinées à assurer l'approvisionnement alimentaire. Lors d'une deuxième phase de défrichement, les vallées arrière (Schwärzenbach, Sondersbach, Mittelbach, Pfaffenbach, Gaishut) furent également défrichées et peuplées. Tant la chapelle Saint-Pierre-et-Saint-Paul à Reichenbachtal que la chapelle Saint-Michel à Haigerach furent construites au XIIe siècle. La chapelle de Reichenbach est mentionnée pour la première fois en 1235, celle de Haigerach en 1298. Le plus ancien quartier résidentiel était la Curie Reichenbach-Hub autour de la chapelle Saint-Pierre-et-Saint-Paul. Peu de temps après, une colonie à Haigerach fut également mentionnée. Au XIIIe siècle, il est probable que la ferme Höllhof ait été fondée. Au XIVe siècle, la Binzmatt fut défrichée. Jusqu'au XVIe siècle, le flottage du bois était pratiqué à Haigerach. Selon la pierre angulaire de la cave, le bâtiment où se trouve aujourd'hui le Martinsteinhiesle a été construit en 1620.
À l'origine, l'administration féodale et souveraine était assurée par les fermes monastiques. Les vallées constituaient chacune une « Geburschaft » (communauté de village), dirigée par le vogt (prévôt) à sa tête. En 1366, elles firent partie de la ville impériale libre de Gengenbach. Les Geburschaften de Reichenbach formèrent ensemble une communauté économique, le « Stab Reichenbach », avec un « Heimburge » comme agent d'exécution local de la ville et responsable du Stab.
Le Martinstein, situé dans la vallée de Mittelbach, est également entouré de légendes. Ce rocher de grès porte le nom de Martin Späth, un paysan pieux qui, chaque soir, récitait ses prières nocturnes à cet endroit. C'est sur cette pierre qu'on lui aurait révélé que le nom de sa famille ne disparaîtrait jamais de sa ferme. Aujourd'hui encore, il est dit que l'on peut voir les traces de Martin Späth sur le Martinstein. Ce rocher, long de 1,20 mètre et large de 80 cm, est toujours une destination prisée des randonneurs. Le fermier pieux Späth est encore connu de nos jours non seulement grâce au Martinstein, mais aussi grâce à une légende. Selon cette légende, il aurait prescrit une méthode particulière pour ses funérailles. Son souhait était que son cercueil soit transporté par un chariot tiré par deux jeunes bœufs, auxquels on laisserait une totale liberté de mouvement. Comme il l’avait souhaité, le chariot s'arrêta pour la première fois à un endroit, et un calvaire y fut érigé. Lors du second arrêt, là où le chariot s'était arrêté à nouveau, une chapelle dédiée à saint Pierre et Saint-Paul fut construite. Et comme le paysan l'avait désiré, à l'endroit où le chariot s'arrêta pour la troisième fois, une église fut édifiée, dédiée à son saint patron, saint Martin. Il s'agit de l'église Saint-Martin à Gengenbach.
Jusqu'à sa destruction pendant la guerre de Trente Ans, il existait sur le territoire de Reichenbach, directement sur les rives de la Kinzig, le hameau de Herg, un fief autrefois indépendant de l'abbaye de Gengenbach. Aujourd'hui, il ne reste plus de trace de ce hameau, à l'exception du nom de lieu "Auf der Herg", qui rappelle son existence passée.
Depuis au moins le XVIe siècle, l'exploitation minière a eu lieu sur le territoire actuel de Reichenbach. Parmi les sites notables figure la mine Silberbrünnle à Haigerach, où l'on recherchait des minerais de plomb, d'argent et de cuivre. La mine de Silberbrünnle à Haigerach est entre autres bien connue ; là, on extrayait des minerais de plomb, d'argent et de cuivre. On a également trouvé de la tsumcorite, de l'arséniosidérite, de la libéthénite, de la cornubite, de la gartrellite, de la pseudomalachite, de la reichenbachite et de la clinoclase. L'entrée de l'ancienne mine est aujourd'hui ensevelie, mais le tas de stériles, où les mineurs jetaient les pierres non exploitables, est encore visible aujourd'hui. En 1909, peu après le début du XXe siècle, les activités minières ont cessé. Le commerce minier a également eu lieu à Mittelbach. En 1708, le Göppert-Hof actuel a été construit. En 1732, la première cloche de la chapelle Saint-Pierre et Saint-Paul a été fondue. En 1789, une résistance a émergé à Reichenbach, et certains fermiers ont refusé d'accomplir des corvées.
Pendant longtemps, Reichenbach faisait partie de la seigneurie de Gengenbach, mais ce n'est qu'en 1803 que la localité devint indépendante pour la première fois, lorsque, à la suite du Reichsdeputationshauptschluss, toutes les villes libres impériales et abbayes impériales de l'Ortenau furent dissoutes et passèrent sous la tutelle de la Margraviat de Bade. Au XIXe siècle, il est documenté que des habitants de Reichenbach émigrèrent vers le sud de la Russie, plus précisément dans la région de la mer Noire et le Caucase. Au XIXe siècle, la mairie de Reichenbach et l'administration communale furent créées. De 1807 à 1872, Reichenbach faisait partie de l'unité administrative du district de Gengenbach. Jusqu'au XIXe siècle, Pfaffenbach était une cour monastique avec une propre zone administrative et fut annexée à Reichenbach en 1808. Les districts des curies de Gaishut et Binzmatt étaient également indépendants avant d'être intégrés à Reichenbach. La même année, Haigerach fut rattaché à Reichenbach. En 1872, Reichenbach passa de l'arrondissement de Gengenbach à celui d'Offenburg, où il resta jusqu'en 1939
En 1900, Albert Köhler, le directeur de Köhler Pappen, fit construire la première centrale électrique de la vallée du Kinzig à l'embouchure du Mühlbach dans le Reichenbach, juste avant sa confluence avec la Kinzig. Cette centrale fournissait Reichenbach et la ville de Gengenbach en courant continu jusqu'à son raccordement au réseau électrique badois en 1947. La fête de carnaval de Reichenbach est attestée au moins jusqu'en 1906. Un bulletin des carnavals de 1907 mentionne un mariage de carnaval qui eut lieu l'année précédente à Reichenbach. En 1913, l'ancienne école fut construite près de la mairie. Après la Première Guerre mondiale, 27 soldats furent comptabilisés comme morts ou disparus, et 179 Reichenbachers avaient participé à la guerre. Lors des élections pour l'Assemblée constituante de 1919, le Parti du Centre remporta 75,6 % des voix à Reichenbach. En 1932, le Parti du Centre gagna également les élections à Reichenbach avec 51,7 %, loin devant le NSDAP, qui obtint 35,0 %.
Après plusieurs années sous l'administration de l'arrondissement d'Offenburg, Reichenbach fut transféré en 1939 dans le nouveau district d'Offenburg. Après la Seconde Guerre mondiale, parmi les 196 participants de Reichenbach, 35 étaient portés disparus ou tués pendant la guerre.
En 1973, le district d'Offenburg a été dissous et Reichenbach a fait partie du nouveau district d'Ortenau. Cependant, cela n'a duré que peu de temps, car le 1er janvier 1975, la commune de Reichenbach a été réintégrée dans la ville de Gengenbach dans le cadre de la réforme des communes, bien que la population de Reichenbach ait exprimé le souhait de rester « volontairement indépendante », avec 96,2 % des habitants contre une intégration lors d'une enquête. L'intégration a été décidée le 4 juillet 1974 par le parlement du Bade-Wurtemberg avec la loi sur la réorganisation des communes (article 155).
Le 22 mai 1978, lors d'une inondation, Reichenbach et Haigerach, ainsi que leurs affluents, se sont transformés en rivières déchaînées. À Reichenbach, des ponts et des routes ont été submergés, des murs et des talus ont été emportés, causant des dommages d'une valeur de 2,1 millions de marks allemands. L'inondation a duré jusqu'au 25 mai. Le 6 juin 1996, Reichenbach a connu la pire inondation de son histoire documentée. Il a plu 170 litres par mètre carré par heure dans le centre du village. La Talstraße a également dû être fermée à la circulation en raison des débris sur la route. Le 26 décembre 1999, la tempête Lothar a dévasté de vastes surfaces forestières à Reichenbach et dans ses quartiers. Après cette tempête, le plus grand stockage de bois humide d'Europe a été établi sur les territoires de Reichenbach et Gengenbach.

### Premières mentions
- Reichenbach: 1139 Richenbach, 1235 Richen(m)bach, 1235 et 1333 Reichenbach
- Haigerach: 1287 Heidinger, 1289 Heideger, 1414 Heigern, 1811 Heidiger, Hei(ai)ger
- Pfaffenbach: 1289 Phafenbach
- Schwärzenbach: 1343 Swerzenbach, 1377 Schwertzenbach, 15. siècle Swertzenbach
- Binzmatt: 1397 Binczenmatt, Bünzmatt
- Sondersbach: 1400 Sundirstonbach, 1423 Hündirstenbach, 16. siècle Sündirstenbach, Sundersbach, 1515 Suenderstenpach, XVIIe siècle Sondersbach
- Mittelbach: 1377 et 1423 Mittelbach
- Schlehenwald: 1421 Slewelde

### Population
Chiffres de population selon le statut territorial respectif.
| année | population |
| ----- | ---------- |
| 1803  | 814        |
| 1804  | 530        |
| 1814  | 731        |
| 1852  | 1 102      |
| 1864  | 1 044      |
| 1871  | 1 058      |
| 1875  | 1 040      |
| 1880  | 1 065      |
| 1890  | 1 023      |
| 1900  | 1 023      |
| 1905  | 1 000      |
| 1910  | 1 002      |
| 1913  | 1 002      |
| 1925  | 989        |
| 1933  | 1 027      |
| 1939  | 992        |
| 1946  | 980        |
| 1950  | 1 052      |

| année | population |
| ----- | ---------- |
| 1956  | 1 096      |
| 1961  | 1.139      |
| 1963  | 1 147      |
| 1964  | 1 233      |
| 1970  | 1 315      |
| 1975  | 1 426      |
| 1979  | 1 541      |
| 1986  | 1 876      |
| 1989  | 2 000      |
| 2005  | 2 050      |
| 2016  | 2 363      |
| 2019  | 1 808      |
| 2021  | 1 925      |

## Politique et administration

### blason
Blason: "Sur fond bleu, partant du bord inférieur et s'élargissant vers le haut, saint Pierre est représenté, vêtu d'argent et auréolé d'or. Il tient de la main gauche, devant sa poitrine, une clé rouge placée en diagonale. Sa barbe est positionnée au-dessus et tournée vers l'intérieur."

### Maire et maire local

#### Maire jusqu'à la constitution en 1975
- 1803–1804 : Georg Benz Vogt
- 1804–1807 : Joseph Huber
- 1808–1813 : Michael Späth
- 1814–1818 : Michael Suhm
- 1818–1821 : Reinert
- 1822–1823 : Ambros Benz
- 1823–1832 : Georg Wußler
- 1832–1845 : Lehmann
- 1845–1876 : Lorenz Beiser
- 1876–1890 : George Huber
- 1890-1922 : Willhelm Brüderle
- 1922–1933 : Andreas Buss
- 1933–1945 : Georg Wußler II
- 1945–1969 : Andreas Benz
- 1969–1975 : Otto Wußler ( Les Électeurs libres )

#### Maire depuis sa constitution en 1975
- 1975–1992 : Otto Wußler ( Les Électeurs libres )
- 1992-1998 : Reinhold Späth ( SPD )
- 1998-2009 : Willhelm Göppert ( CDU )
- 2009-présent : Markus Späth ( Électeurs libres )

### Élections des conseils locaux
Le conseil local actuel est composé comme suit :
| nom                 | Parti/Liste                    | Voix  |
| Markus Späth        | Électeurs libres de Gengenbach | 1.312 |
| Matthias Armbruster | Électeurs libres de Gengenbach | 1.050 |
| Roland Wussler      | Électeurs libres de Gengenbach | 1.028 |
| Britta Harter       | Électeurs libres de Gengenbach | 1.018 |
| Jens Wussler        | Électeurs libres de Gengenbach | 906   |
| Anne Damm           | Électeurs libres de Gengenbach | 362   |
| Bertold Echtle      | CDU                            | 549   |
| Nico Späth          | CDU                            | 482   |
| Albert Wussler      | CDU                            | 395   |
| Jonas Stern         | SPD                            | 573   |

Les résultats des élections locales passées sont présentés dans l'aperçu suivant:
| partis et associations de votants | partis et associations de votants      | % 2024  | sièges 2024 | % 2019  | sièges 2019 | % 2014 | sièges 2014 | % 2009  | sièges 2009 | % 2004 | sièges 2004 | % 1999 | sièges 1999 |
| FW                                | Freie Wähler Gengenbach                | 66,81   | 6           | 65,54   | 6           | 57,6   | 6           | 51,86   | 5           | 53,1   | 5           | ?      | 5           |
| CDU                               | Union chrétienne-démocrate d'Allemagne | 27,44   | 3           | 27,89   | 3           | 35,5   | 3           | 34,92   | 4           | 35,8   | 4           | ?      | 4           |
| SPD                               | Parti social-démocrate d'Allemagne     | 5,75    | 1           | 6,57    | 1           | 6,9    | 1           | 13,22   | 1           | 11,1   | 1           | ?      | 1           |
| total                             | total                                  | 100     | 10          | 100     | 10          | 100    | 10          | 100     | 10          | 100    | 10          | 100    | 10          |
| taux de participation             | taux de participation                  | 70,39 % | 70,39 %     | 67,41 % | 67,41 %     | 63,1 % | 63,1 %      | 61,35 % | 61,35 %     | 61,4 % | 61,4 %      | ?      | ?           |

## Culture et sites touristiques

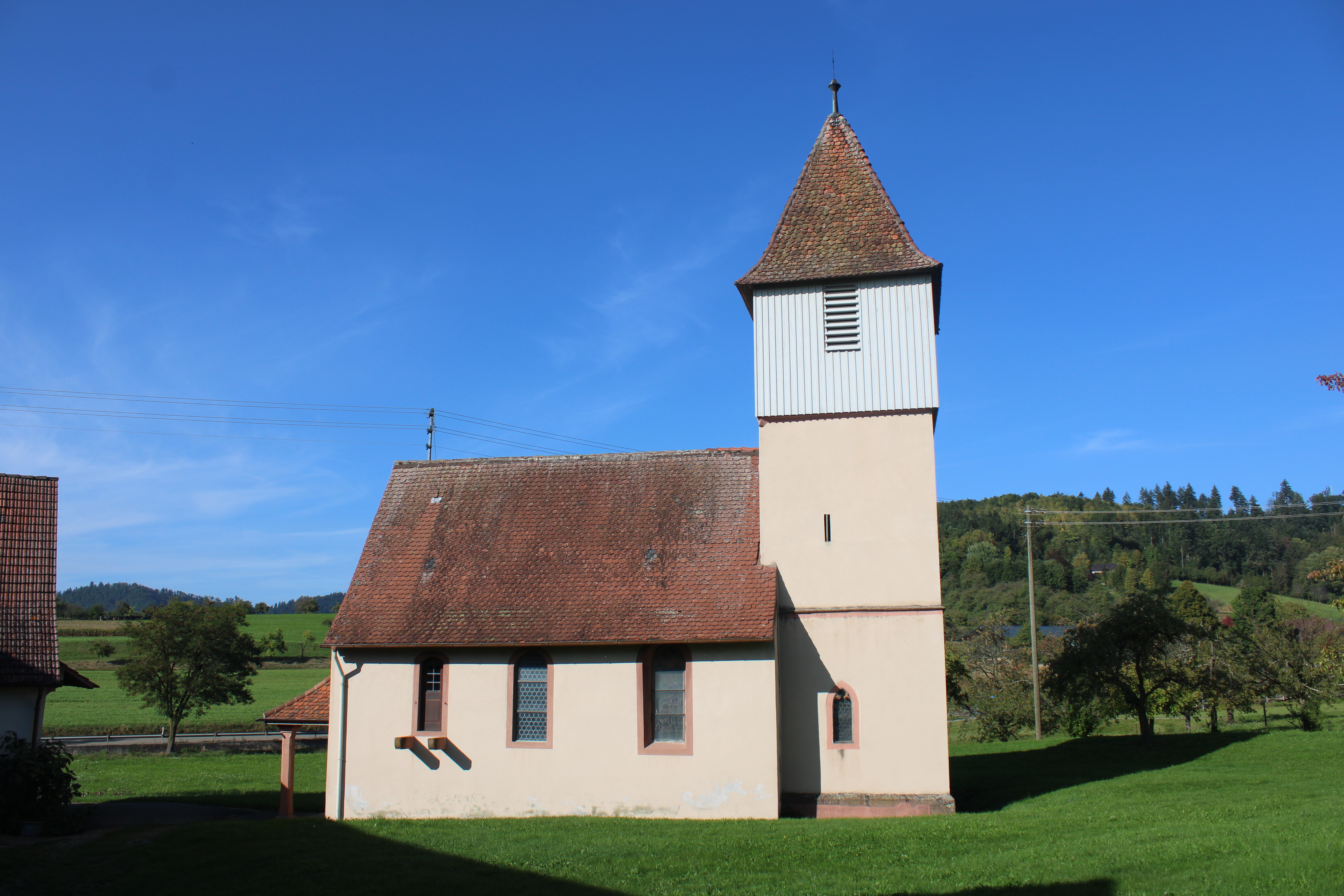
Chapelle Saint-Pierre du XIIIe siècle siècle

### Monuments
Dans le village et à travers les nombreux vallées, plus d'une douzaine de fermes sont classées monuments historiques, la plus ancienne se trouvant à Mittelbach, construite en 1708. Un épicéa près du Mooshof est également inscrit comme monument naturel. La chapelle à l'entrée du village est aujourd'hui un monument architectural et la « Tour » est un monument culturel.
En décembre 1959, une plaque commémorative pour les morts et disparus des deux guerres mondiales a été inaugurée à la mairie. Depuis le 6 juin 1996, le SVR rend hommage à ses membres décédés avec une pierre commémorative située au club-house sur le terrain sportif de Santis Claus.
Le 4 septembre 2024, une pierre commémorative a été dévoilée sur la place de fête de Santis Claus à l'occasion de la conclusion de la procédure de fusion accélérée (BZV).

### sentiers de randonnée
De nombreux sentiers de randonnée balisés traversent Reichenbach, dont le Kandelhöhenweg qui traverse la commune, ainsi qu'un sentier permanent des Bildstöckleweg des Amis de la randonnée de Reichenbach.

### Religions
Depuis toujours, Reichenbach fait partie de la paroisse de Gengenbach. Depuis la réforme des doyennés du 1er janvier 2008, Reichenbach et la chapelle Saint-Pierre-et-Saint-Paul appartiennent au doyenné d'Offenburg-Kinzigtal et, depuis 2015, à l'unité pastorale du Vorderes Kinzigtal St. Pirmin.

### Bâtiments
- Celui du 12ème Chapelle Saint-Pierre-et-Paul, construite au XVIe siècle à l'entrée de la vallée du Reichenbach
- Également au XIIe siècle. Chapelle Saint-Michel, construite au XVIe siècle dans l'arrière- Haigerachtal

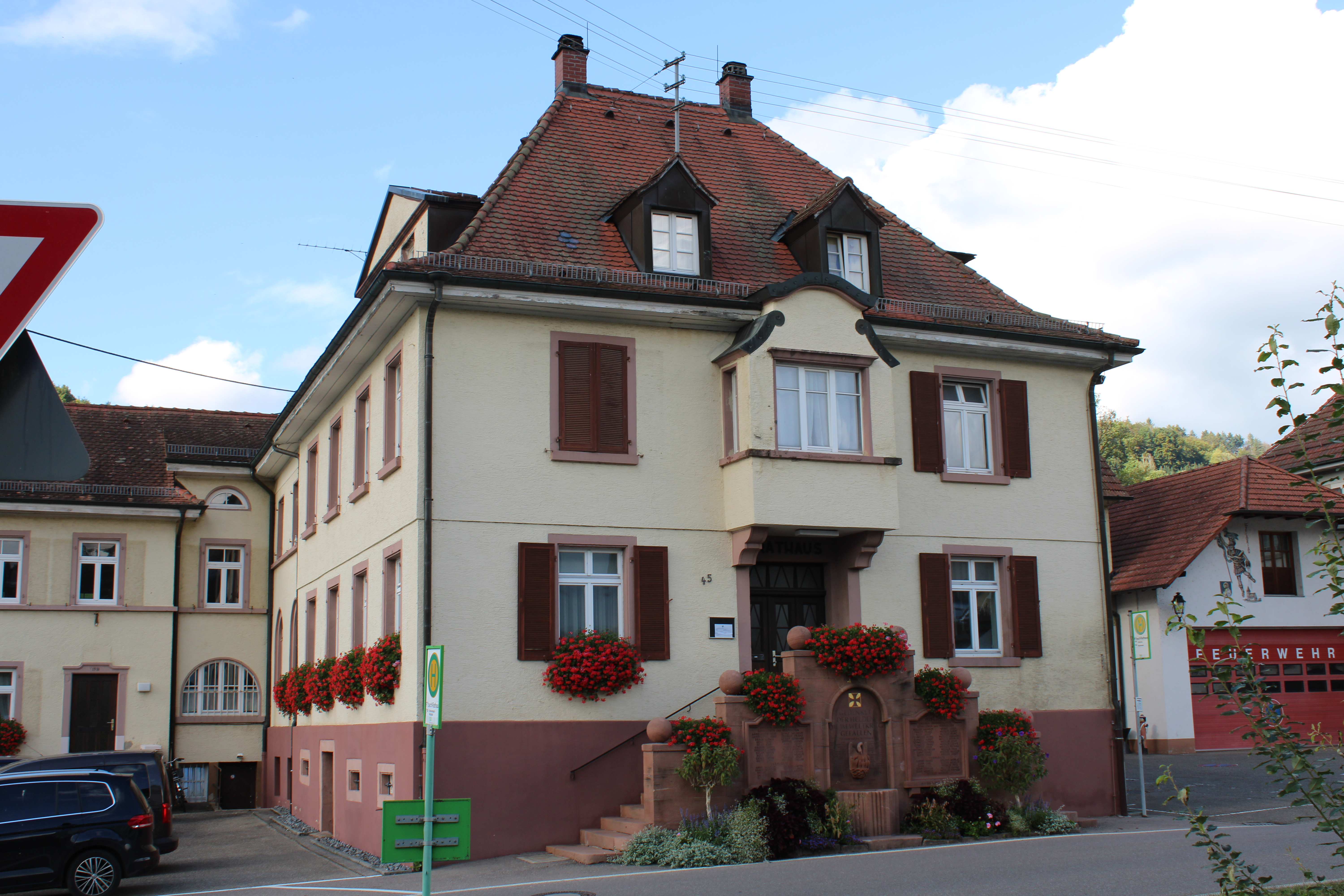
L'hôtel de ville

- L'hôtel de ville L'hôtel de ville de Reichenbach, situé au centre-ville, abrite l'administration locale de Reichenbach
- L' école forestière Höllhof à l'arrière de Mittelbach
- Le petit et le grand Mooshof dans le Sondersbachtal
- Le bâtiment de la maison d'hôtes Martinsteinhiesle à Mittelbach, nommé d'après le légendaire Martinstein, a été construit en 1620
- L'ancienne école, aujourd'hui utilisée comme club-house pour la jeunesse rurale, les amateurs de randonnée, les pompiers et le club de chant, les appartements privés et la cave à fous de la guilde des fous.
- La caserne des pompiers, située entre la mairie et l'ancienne école
- Le monument Lothar de l'artiste de Gengenbach Norbert Feger sur le Siedigkopf, en souvenir de la tempête Lothar en 1999
- Le Moosturm à la frontière de Nordrach au sommet du Mooskopf
- La Maison des amis naturels Kornebene dans le Haigerachtal

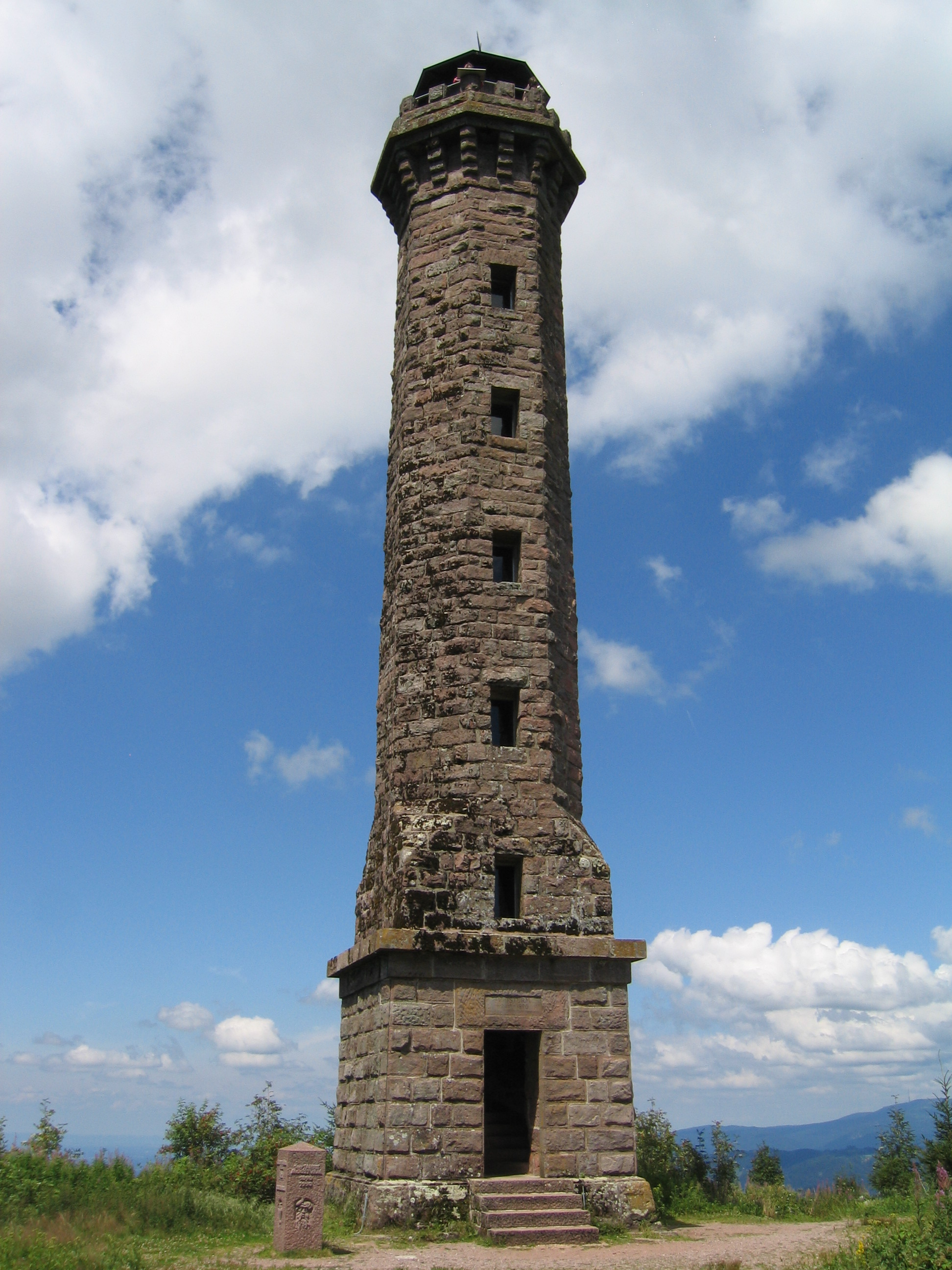
Tour de mousse

- Tour de mousse La « Tour » (station de turbine), aujourd'hui appelée « Wasserschlössle » : au confluent du Reichenbach et du Mühlbach, juste avant l'embouchure de la Kinzig, se dresse la première centrale électrique de la vallée de la Kinzig et du Land de Bade, qui a fourni de l'électricité à Gengenbach jusqu'en 1947. Il a été construit par l'entrepreneur Albert Köhler en 1900. Aujourd'hui, c'est un monument culturel et une propriété privée.
- Le moulin historique de Göppert à Mittelbach
- La fontaine avec Saint Népomucène au rond-point L99 de 1765
- La fontaine Schäuble, une fontaine de la forêt de Reichenbach, nommée d'après le député Wolfgang Schäuble en 2006
- Le Galgenbrückle, autrefois lieu d'exécution de la ville de Gengenbach, construit en 1818, situé près de la limite municipale de Gengenbach
- Plusieurs sanctuaires répartis dans la vallée du Reichenbach et dans tous les districts

### Traditions
- Chaque année, fin juin/début juillet, les habitants de Reichenbach célèbrent la fête de leur saint patron sur la « Petersplatz » à côté de la chapelle Pierre-Paul.
- Réveil traditionnel du mois de mai par le groupe le 1er mai. Fête du Travail
- Défilé de la Saint-Martin de l'école primaire, de l'école maternelle, de l'administration locale et de la guilde du carnaval
- Peu avant Noël, il y a « chant sous le sapin de Noël » avec la chorale.

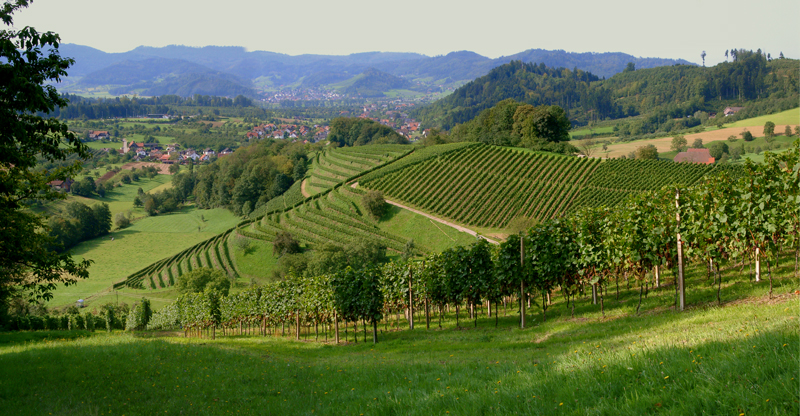
Panorama de Reichenbach

### Sport
Sur le Santis Claus se trouve le terrain sportif inauguré en 1975. Il comprend aujourd'hui plusieurs terrains de football, un terrain de beach-soccer/beach-volley, plusieurs courts de tennis, des installations d'athlétisme, une piste de course RC-Car et une auberge. En plus du terrain sportif sur le Santis Claus, le terrain de football du club de football Ankara Gengenbach se trouve également sur la commune de Reichenbach. À cet endroit se trouvait auparavant l'ancien terrain sportif de Reichenbach, le « Sägbachstadion ».
Le SV Reichenbach est créé le 7 novembre 1956, il a fusionné avec le SV Gengenbach pour créer une équipe commune en senior.

### Carnaval de Höllteufel

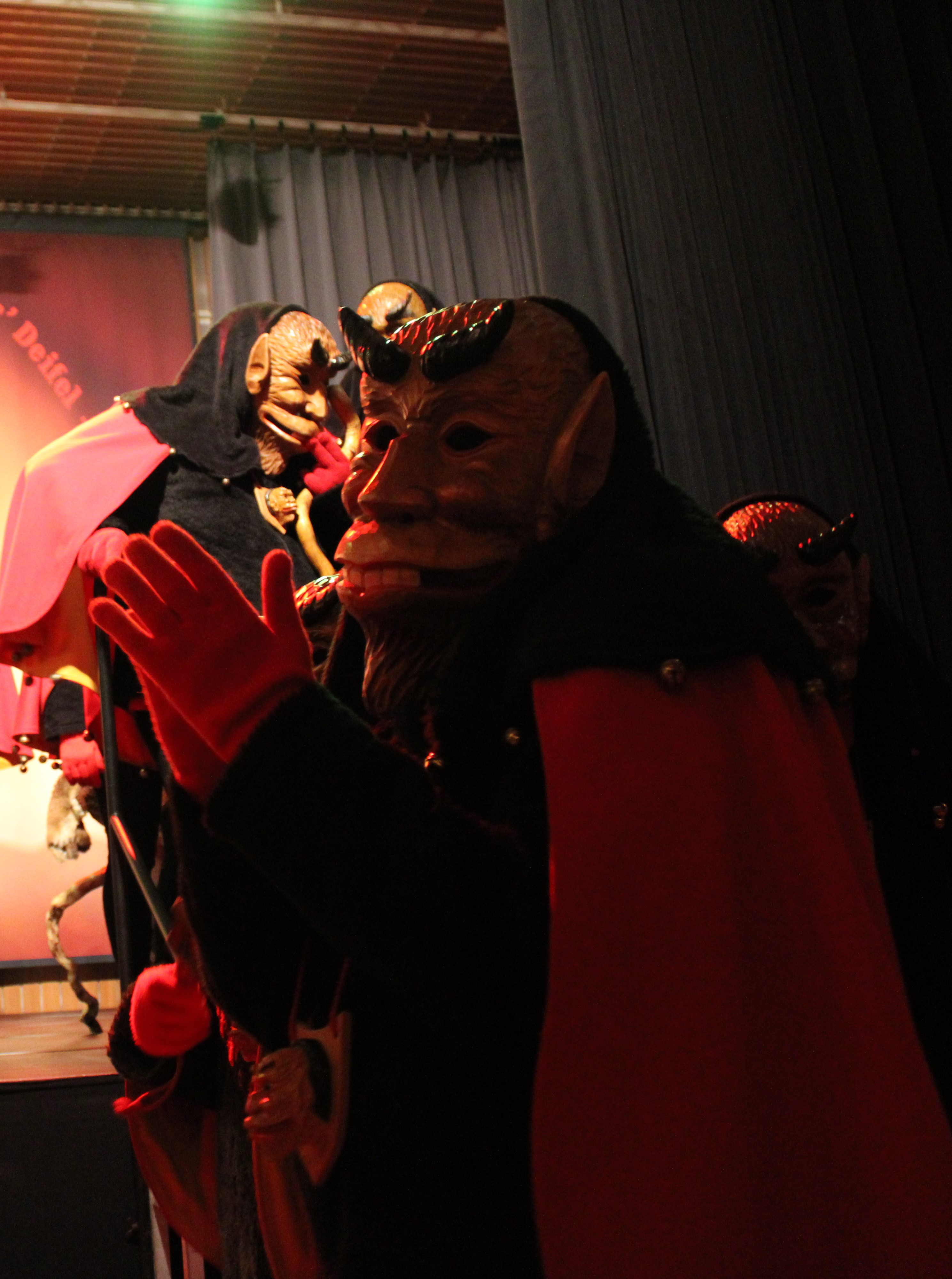
Hell Devil à la soirée des variétés

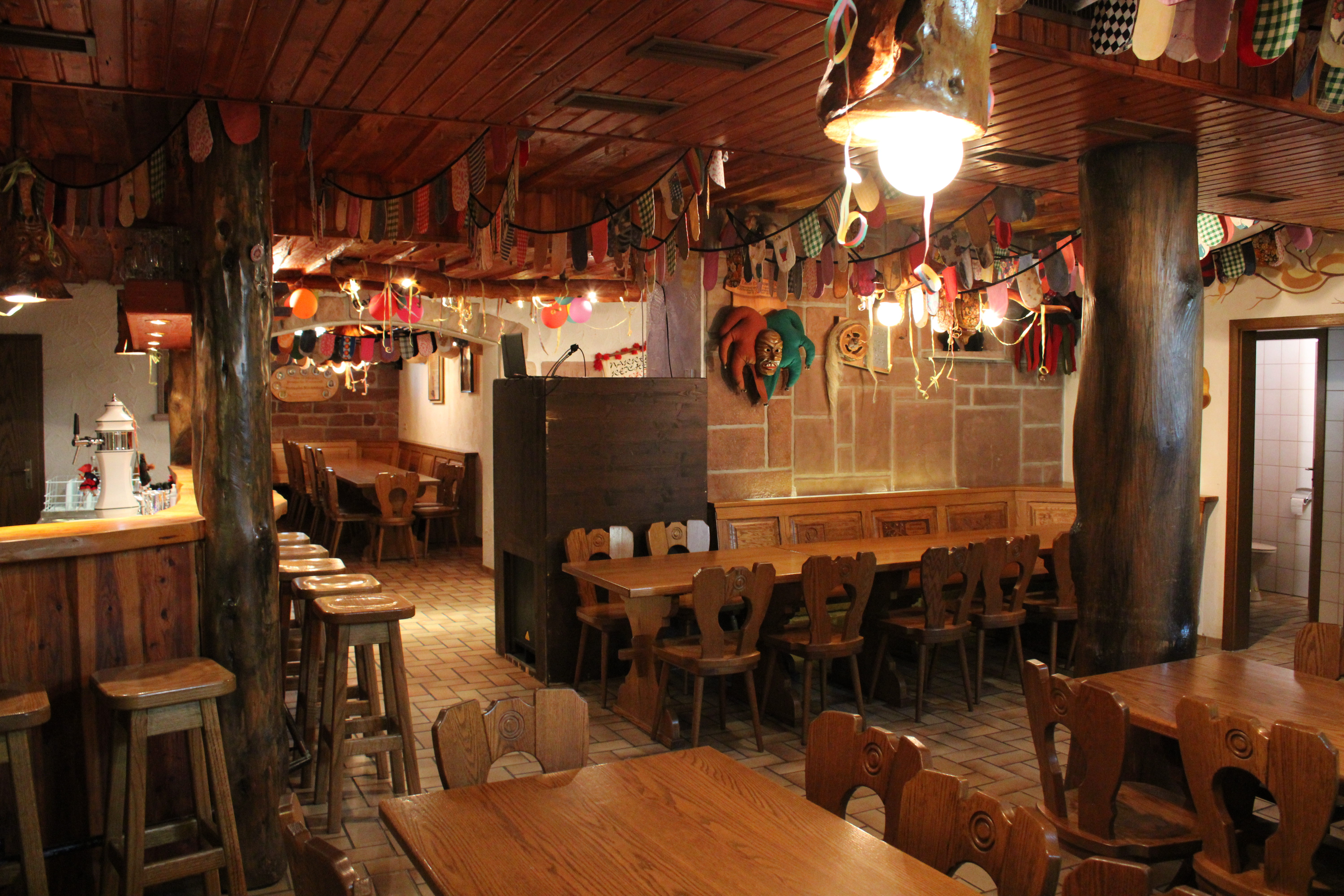
Cave des fous

L'histoire du carnaval à Reichenbach remonte au moins à 1906. Dans un bulletin de carnaval de 1907, un mariage de carnaval célébré l'année précédente à Reichenbach est mentionné. Toutefois, il n'y avait pas de carnaval organisé avant 1970, et selon les témoignages de l'époque, le dimanche de carnaval ressemblait davantage à un dimanche des morts. Ce n’est qu’en janvier 1971 que des passionnés se sont réunis à la salle des sports de Reichenbach, ont fondé la société de carnaval des Höllteufel et élu Josef Stern comme premier président. Dès cette même année, un premier défilé a eu lieu dans le village, avec 14 chars et groupes défilant dans les rues. Le nom « Höllteufel » provient d'une zone du quartier de Mittelbach appelée « In der Höll ». En octobre 2013, la société reçoit le prix culturel Quintessenz de la fédération carnavalesque d'Ortenau pour son travail avec les jeunes.
La société de carnaval entretient un partenariat étroit avec les « Schräcksli » de la société de carnaval Schräckslizunft Diersburg. Aujourd'hui, l'association compte environ 95 membres actifs et plus de 150 membres passifs.

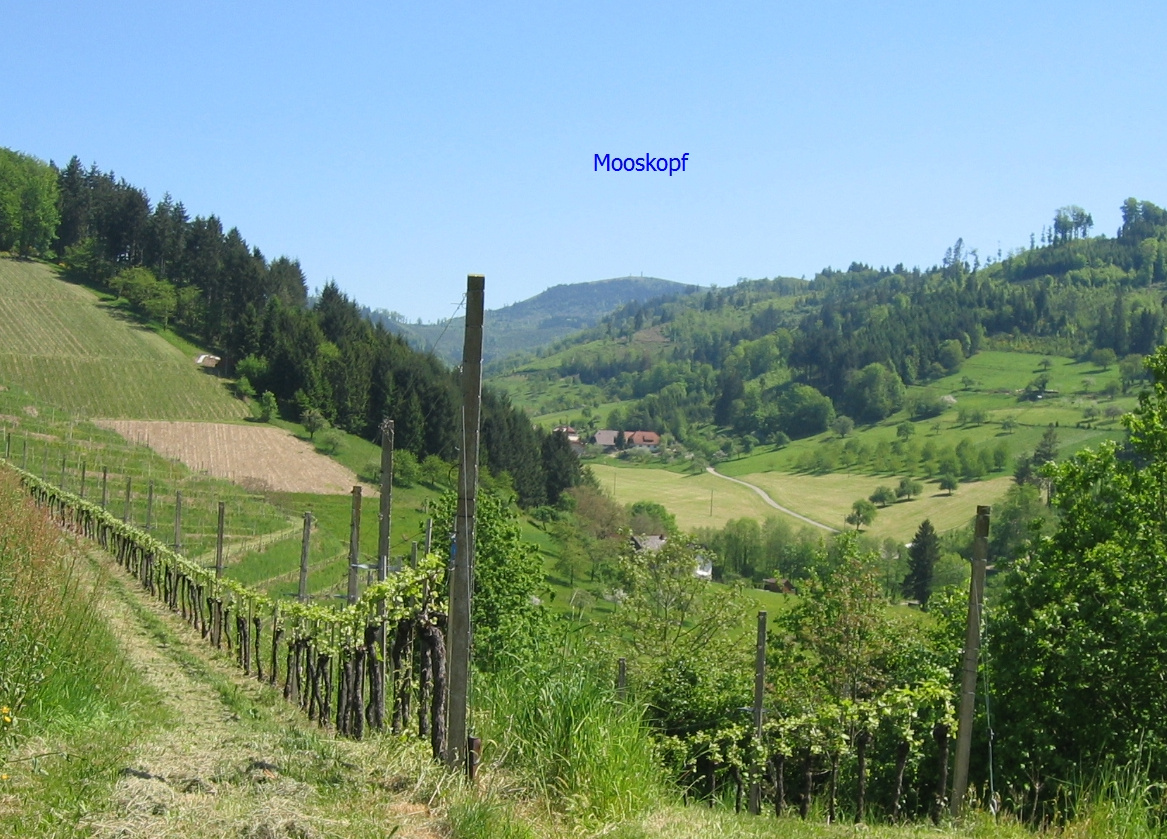
Mittelbachtal près de Reichenbach, avec le Mooskopf en arrière-plan
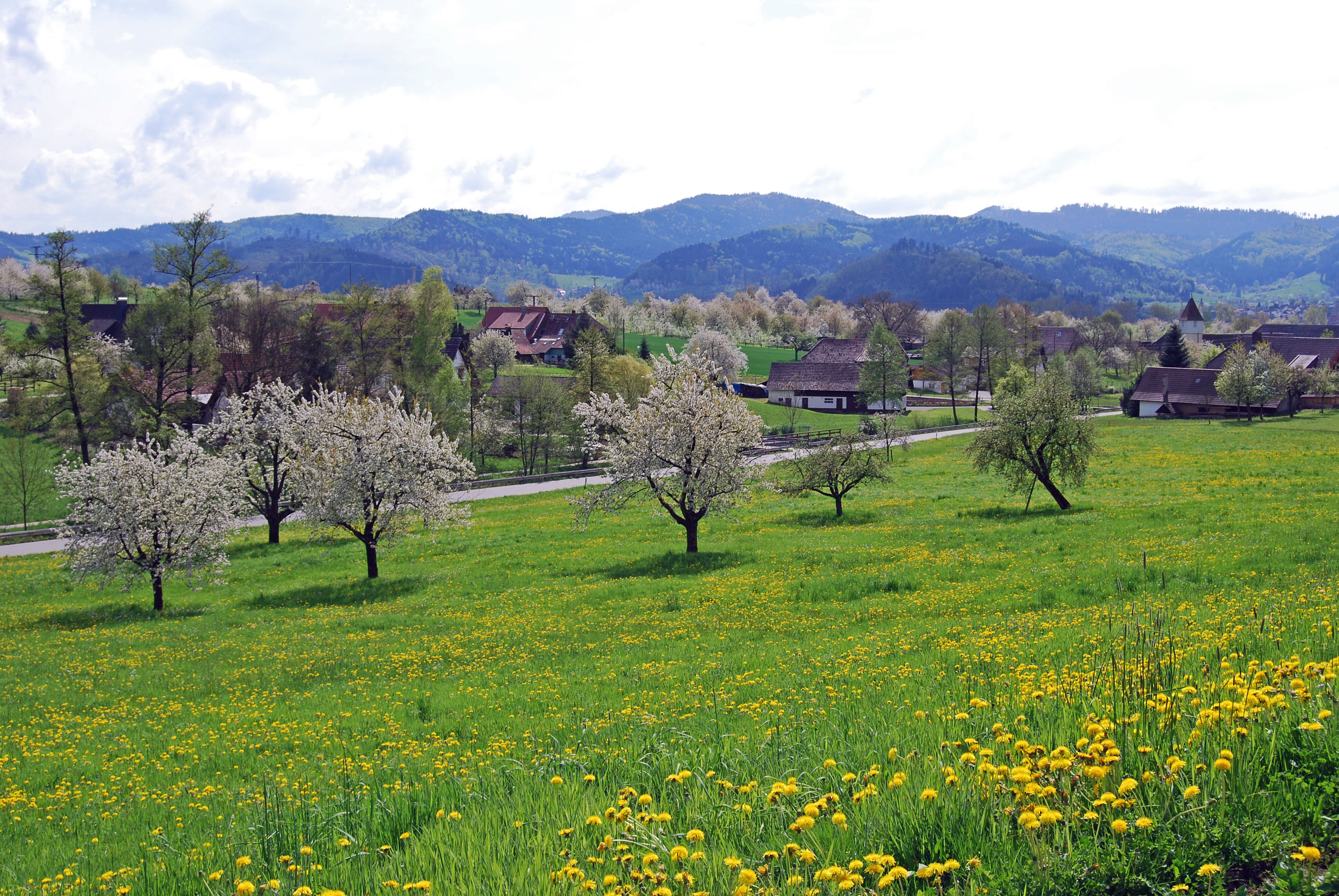
Entrée de la vallée Reichenbach

## Économie et infrastructures

### Viticulture
Reichenbach est un village viticole. Les vignobles font partie de la région viticole de l'Ortenau dans la zone viticole du Bade. L'histoire de la viticulture à Reichenbach remonte au moins au XIXe siècle. Aujourd'hui encore, plusieurs exploitations agricoles perpétuent cette vieille tradition. La plus grande exploitation est le domaine viticole Huber à Sondersbach.

### Transports
Provenant d'Ohlsbach et se terminant à la limite du territoire de Gengenbach en direction du centre-ville, la route nationale 99 traverse le territoire de Reichenbach en passant par la vallée de Reichenbach. Un embranchement de cette route mène à la route départementale 5334 qui mène dans la vallée de Reichenbach. Des bus scolaires et des bus de la ligne 7134 de Südwestbus circulent dans la vallée de Reichenbach. D'autres lignes de bus (par exemple, la ligne 7160) s'arrêtent à l'arrêt "Reichenbach Abzweigung" à Talstich. Des bus scolaires circulent également vers Haigerach.
La ligne de chemin de fer de la Forêt-Noire traverse également le territoire de Reichenbach, mais Reichenbach n'a jamais eu sa propre gare. La gare la plus proche se trouve à Gengenbach. Lors de la construction de la ligne de la Forêt-Noire, il y avait des discussions sur la création d'une gare à Reichenbach, mais Ohlsbach voulait également une gare et seule une commune pouvait en avoir une. Finalement, Ohlsbach a obtenu la gare, mais celle-ci n'existe plus aujourd'hui.

### Éducation
À Reichenbach, il y a une école primaire, construite en 1962. Autrefois, elle accueillait les élèves de l'école primaire et de l'école secondaire. Il y avait une autre école primaire dans le quartier de Haigerach, mais aujourd'hui, toutes les écoles secondaires se trouvent à Gengenbach ou dans la ville voisine d'Offenburg. Reichenbach possède également une crèche, ouverte en 1974.